# Henriette Sontag

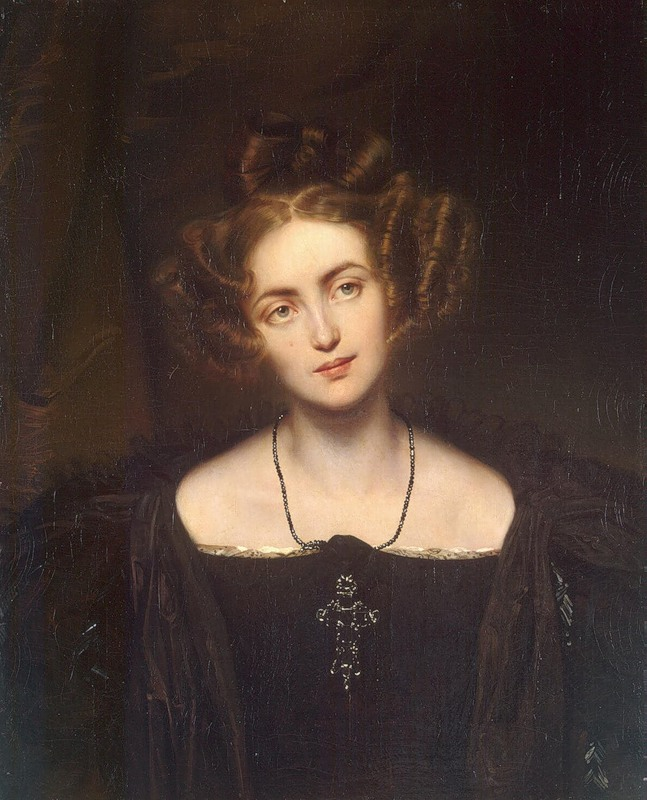
Henriette Sontag auf einem Gemälde von Paul Delaroche, 1831

Henriette Sontag (* 3. Januar 1806 in Koblenz; † 17. Juni 1854 in Mexiko-Stadt), eigentlich Gertrude Walpurgis Sontag, nach ihrer Nobilitierung Henriette von Klarenstein, war eine deutsche Opernsängerin (Koloratursopran, soprano sfogato) von internationalem Renommee. Sie war vor allem für ihre Interpretationen in Opern von Rossini, Donizetti und Bellini bekannt. Anfang 1828 heiratete sie in Paris den sardinischen Diplomaten Carlo Graf Rossi.

## Leben
Henriette Sontag war die Tochter der Schauspieler Franz Sontag und Franziska Martloff, die einer wandernden Theatergruppe angehörten und in Koblenz gastierten. Die Schauspielerin und Nonne Nina Sontag war ihre Schwester, der Schauspieler Karl Sontag ihr Halbbruder. Mit fünf Jahren trat sie in Begleitung ihrer Mutter zum ersten Mal auf; 1814 sang sie zum ersten Mal auf der Bühne. Mit 15 Jahren sang Sontag die „Clara“ in François-Adrien Boieldieus Oper Johann von Paris. Mit 16 Jahren wurde Sontag auf das Konservatorium Prag geschickt.
In Prag wurde sie von Carl Maria von Weber entdeckt und er ließ sie mit 17 Jahren die Titelrolle in seiner Oper Euryanthe singen. Noch im selben Jahr nahm sie zusammen mit ihrer Mutter ein Engagement an der Deutschen Oper in Wien an. Am 7. Mai 1824 sang sie die Sopran-Partie in der Uraufführung von Ludwig van Beethovens Symphonie Nr. 9 im Kärntnertortheater in Wien. Nach Beendigung der Sinfonie drehte sie zusammen mit der Sängerin Caroline Unger den gehörlosen Beethoven zu dem Beifall klatschenden Publikum um.
1824 absolvierte sie ein Gastspiel in Graz. Im Juli trat sie in Der Barbier von Sevilla auf. Zum Abschied wurden ihr Gedichte gewidmet.
Im gleichen Jahr wurde sie nach Berlin von Karl von Holtei an das neu eröffnete Königsstädtische Theater engagiert und dort bald darauf zur Hof- und Kammersängerin ernannt. 

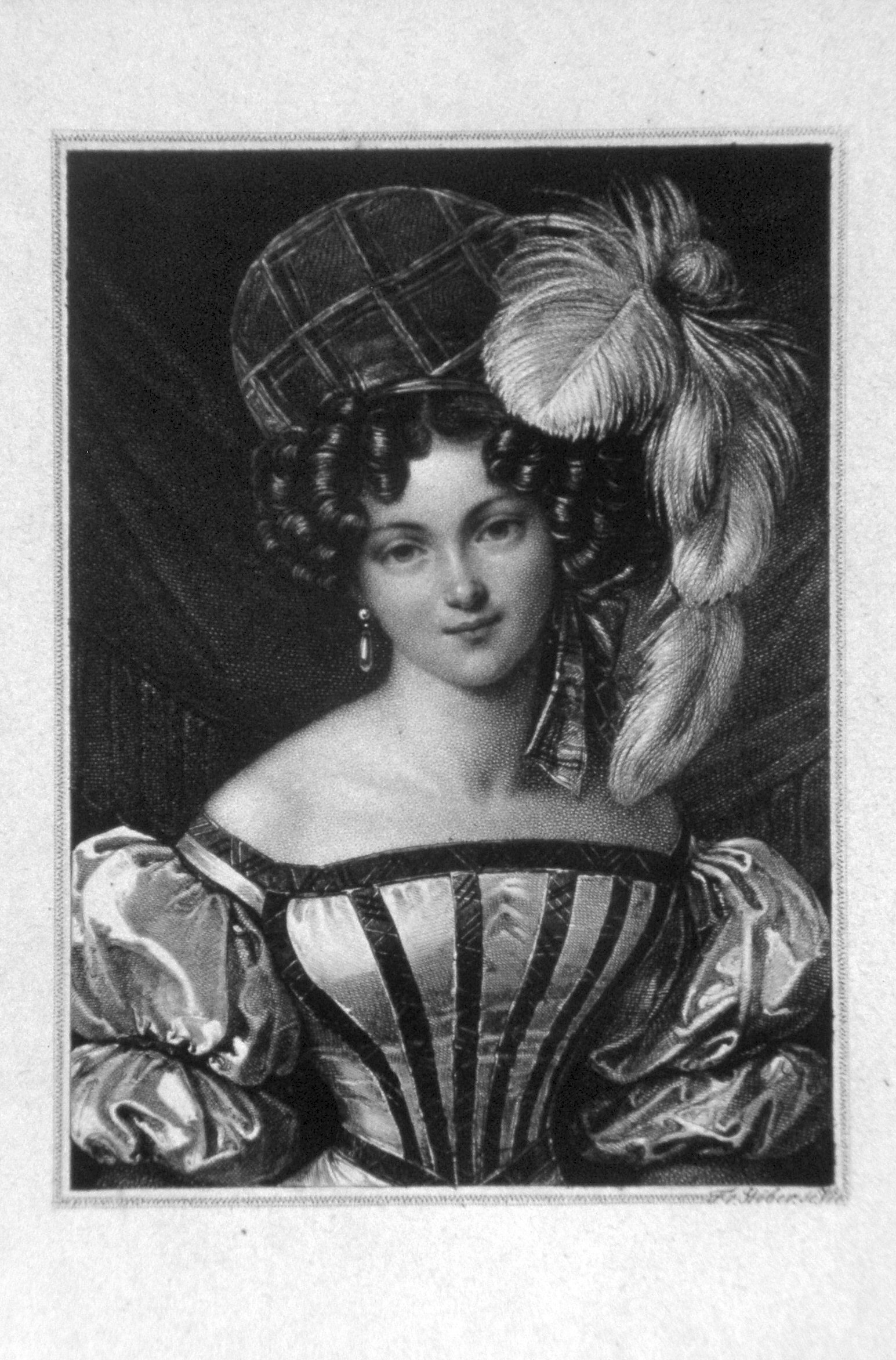
Henriette Sontag, Radierung von Franz Xaver Stöber, 1827

In den Jahren 1826 bis 1827 gastierte Sontag in Paris und sorgte bei jedem Auftritt für ein überfülltes Haus. Ihr Pariser Debüt gab sie in der Rolle der Rosina im Barbier von Sevilla, und in ihren Konzerten sang sie mit großem Erfolg virtuose Variationen von Rode. Später sang sie weitere Primadonnenrollen von Rossini, wie La donna del lago, Otello, Semiramide und L’italiana in Algeri, sowie in Mozarts Don Giovanni.
In Paris wie auch bei ihrem Gastspiel in London war die Schriftstellerin Henriette von Montenglaut als eine Art Gesellschaftsdame und Sekretärin ihre Begleiterin. In Paris und London kam es zu einer Rivalität der Sontag mit der berühmten Maria Malibran, aber nachdem sie zusammen ein Duett aus Rossinis Semiramide gesungen hatten, waren sie bereit, zusammen in dieser Oper aufzutreten.
Nach ihrer Hochzeit 1828 in Paris mit dem Diplomaten und sardinischen Gesandten in Berlin Graf Carlo Rossi, dem Bruder der Fürstin Flaminia zu Salm-Salm, Neffe von Félix Baciocchi, später Botschafter des Königreichs Sardinien-Piemont in Den Haag, zog sie sich völlig von der Bühne zurück. Nur bestehende Verpflichtungen zu Gastspielen in Petersburg, Moskau, Brüssel, Den Haag und Hamburg absolvierte sie noch.

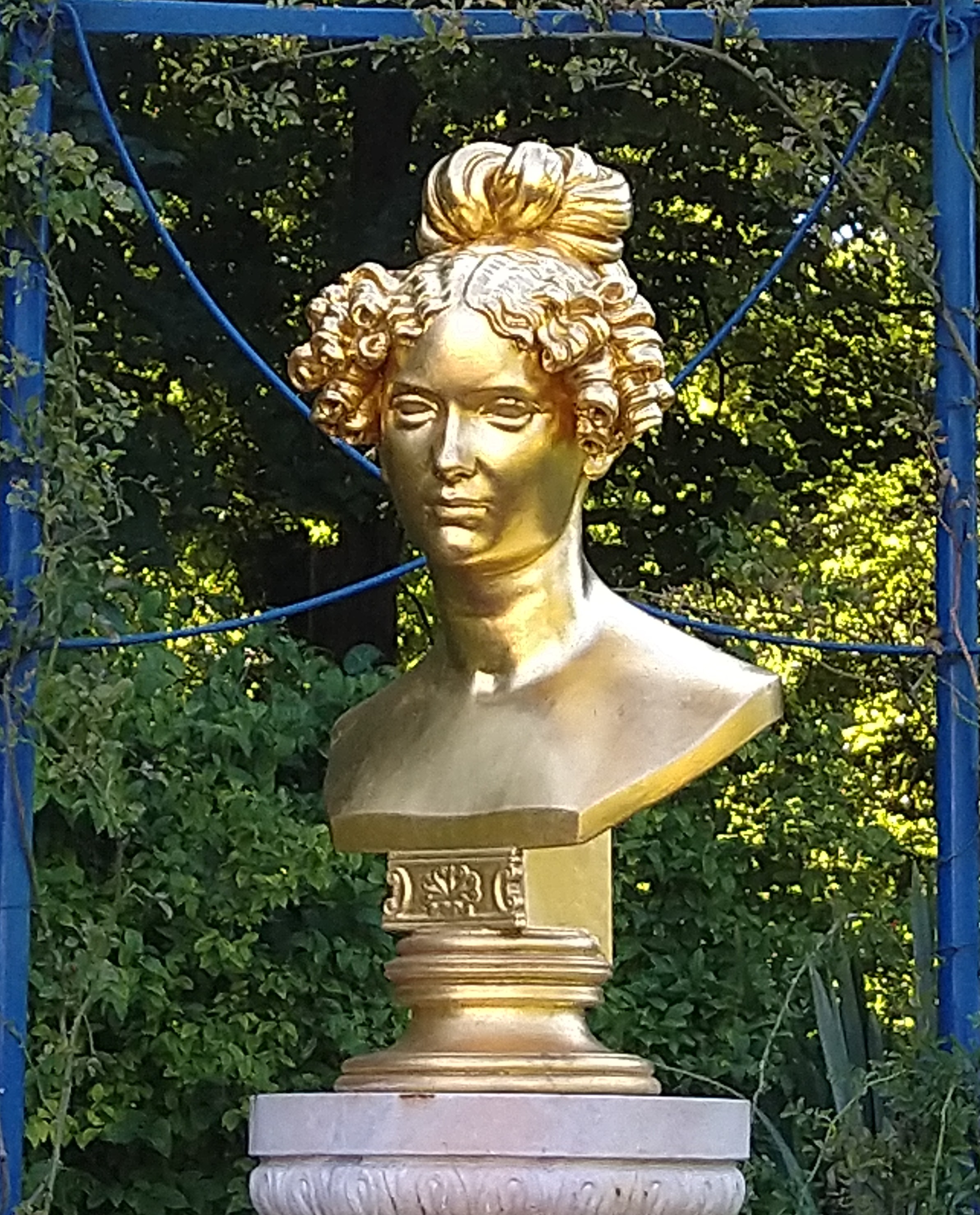
Büste im Branitzer Park

1828 machte Hermann von Pückler-Muskau Henriette Sontag einen Heiratsantrag, den sie wegen schon bestehender Ehe abwies. 1861 ließ er im „ersten Blumengarten“ seines Branitzer Parks eine vergoldete Büste der Primadonna im allseitig offenen, mit Rosen umrankten Henriette-Sontag-Kiosk aufstellen. Diese stand zuvor ebenso wie die vergoldete Büste der Gräfin Jeanette Caroline von Alopäus in Schloss Muskau. In seinen 1834 publizierten Andeutungen über Landschaftsgärtnerei schrieb er dazu:

„Man wird dort auch zwei Büsten vor einer Blumenglorie bemerken. Es sind die zweier Frauen, welche mir von allen, die ich auf meiner Lebensreise angetroffen, als die lieblichsten erschienen *).
    *) Da Anerkennung der Schönheit keine Beleidigung ist, und in ihrem Reiche auch Rang und Geburt verschwinden, so will ich sie den Neugierigen nennen. Die eine ist die Gräfin Alopäus, die andere die Gräfin Rossi.“

Am 22. August 1831 verlieh ihr der preußische König Friedrich Wilhelm III. ein Adelsdiplom, sodass sie sich seitdem Henriette von Klarenstein (anderen Quellen zufolge Gräfin von Lauenstein) nennen durfte.
Bis 1848 sang Henriette Sontag, Ehefrau und Mutter von sieben Kindern, weiterhin privat vor Freunden. Als die Familie durch die politischen Umstände der Revolution von 1848 ihr gesamtes Vermögen verlor, versuchte Sontag ein künstlerisches Comeback. Trotz der sehr langen Abwesenheit von der Bühne konnte Sontag an ihre alten Erfolge anknüpfen. Am 8. Juli 1850 trat sie im Her Majesty’s Theatre in London in Halévys La tempesta auf und sang noch im gleichen Jahr in Paris; zu ihren neuen Glanzrollen gehörten Bellinis La sonnambula und Donizettis La fille du régiment.
Am 16. Dezember 1851 trat Sontag im Theater Koblenz auf. Es war der erste und einzige Auftritt in ihrer Heimatstadt. 1852 unternahm sie mit sensationellem Erfolg eine Tournee durch die USA mit Vorbild Jenny Lind als dort erfolgreicher europäischer Sängerin. Sontag startete nach ihrer England-Tournee von Liverpool aus nach New York. Begleitet wurde sie dabei vom Pianisten Karl Anton Eckert.
Während einer weiteren Gastspielreise starb Henriette Sontag 1854 in Mexiko an der Cholera mit anschließendem Typhus und wurde zunächst in San Fernando beigesetzt. Ihre letzte Ruhestätte fand sie ihrem Wunsch entsprechend am 4. Mai 1855 im Kloster Marienthal bei Ostritz (Lausitz), wo ihre Schwester Nina seit 1846 als Nonne lebte. Henriette Sontag ruht in der Gruft der Kreuz- und Michaeliskirche neben ihrem Ehemann. In Koblenz erinnert am Haus Am Plan 1 eine Gedenktafel an ihr Geburtshaus, das Ende des 19. Jahrhunderts abgebrochen worden war.
Zwei ihrer Töchter wurden ebenfalls Sängerinnen: Marie Rossi (1834–nach 1906) gab u. a. Konzerte mit Franz Liszt und Alexandrine Rossi-Esterházy (1844–1919) komponierte auch mehrere Lieder sowie eine Oper mit dem Titel Tamara.

## Stimme und Gesang
Henriette Sontag war ein leichter Koloratursopran von großer Virtuosität. Die Stimme hatte einen Umfang vom tiefen a oder h bis d’’’, wobei die hohen Töne, etwa von f’’ bis c’’, mit „Silberglöckchen“ verglichen wurden. Ihr Gesang zeichnete sich durch große Brillanz und Geläufigkeit aus; hinzu kam eine unübertreffliche Leichtigkeit und Anmut bei äußerster Reinheit und Klarheit. Das Timbre der Sontag wurde mit Joséphine Fodor verglichen, die für ihre Stimmschönheit berühmt war. Sontags Verzierungen sollen noch üppiger gewesen sein als diejenigen von Angelica Catalani, deren demonstrative Virtuosität beinahe berüchtigt war. Die Stimme der Sontag war jedoch leichter als die von Catalani, weshalb sie ihren Schwerpunkt mehr in Partien der Opera semiseria und buffa hatte als in der Opera seria, die oft dramatischere Fähigkeiten erforderten als ihr zur Verfügung standen. Das erklärt auch, was die Catalani meinte, als sie in einem sauertöpfisch-maliziösen Bonmot über die Sontag sagte: „Sie ist die erste in ihrem Genre, aber ihr Genre ist nicht das erste“ („Elle est la première de son genre, mais son genre n’est pas le premier“).
Trotz der quasi instrumentalen Zurschaustellung ihrer Stimmkünste wurde die Sontag für ihren wunderbaren Geschmack gepriesen.
Johann Wolfgang von Goethe nannte sie seine flatternde Nachtigall und August Heinrich Hoffmann von Fallersleben dichtete für sie. August Lewald verhalf 1836 folgendem Epigramm des württembergischen Hofdichters Johann Friedrich Schlotterbeck (1765–1840) zu einiger Verbreitung:
Wo preist man nicht sie als der Oper Zierde?

Wie manches Blatt ward ihr Panegyrist!

O, daß der Sonntag so gefeiert würde,

wie es die Sontag ist!

## Rollen (Auswahl)
Es folgen die wichtigsten Rollen von Henriette Sontag:
- Susanna – Le nozze di Figaro (Wolfgang Amadeus Mozart)
- Donna Anna und Zerlina – Don Giovanni (Wolfgang Amadeus Mozart)
- Carolina – Il matrimonio segreto (Domenico Cimarosa)
- Clara – Johann von Paris (François-Adrien Boieldieu)
- Euryanthe – Euryanthe (Carl Maria von Weber)
- Isabella – L’italiana in Algeri (Gioachino Rossini)
- Rosina – Il barbiere di Siviglia (Gioachino Rossini)
- Desdemona – Otello (Gioachino Rossini)
- Elena – La donna del lago (Gioachino Rossini)
- Semiramide – Semiramide (Gioachino Rossini)
- Amina – La sonnambula (Vincenzo Bellini)
- Elvira – I puritani (Vincenzo Bellini)
- Linda – Linda di Chamounix (Gaetano Donizetti)
- Marie – La fille du régiment (Gaetano Donizetti)
- Norina – Don Pasquale (Gaetano Donizetti)
- Maria – Maria Padilla (Gaetano Donizetti)

Partien, die ausdrücklich für die Stimme der Sontag geschrieben wurden, sind:
- Lucia – Le nozze di Lammermoor (Michele Carafa), UA: Théâtre Italien, Paris, 12. Dezember 1829[29]
- Miranda – La tempesta (Fromental Halévy); UA: Her Majesty’s Theatre, London, 8. Juni 1850[30]

## Galerie

Porträts von Henriette Sontag
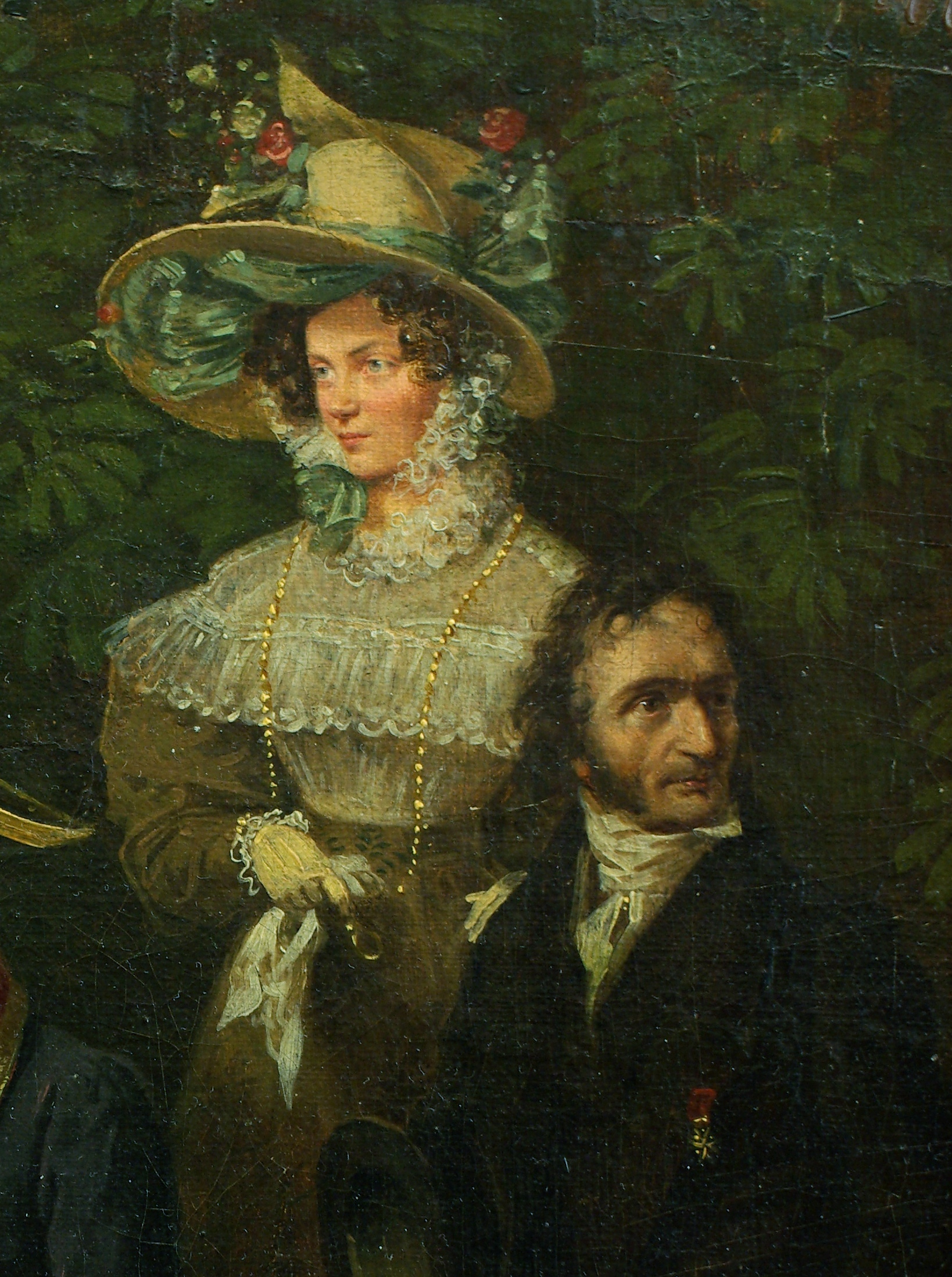
Henriette Sontag und Niccolò Paganini 1822, Ausschnitt eines Bildes von Franz Krüger
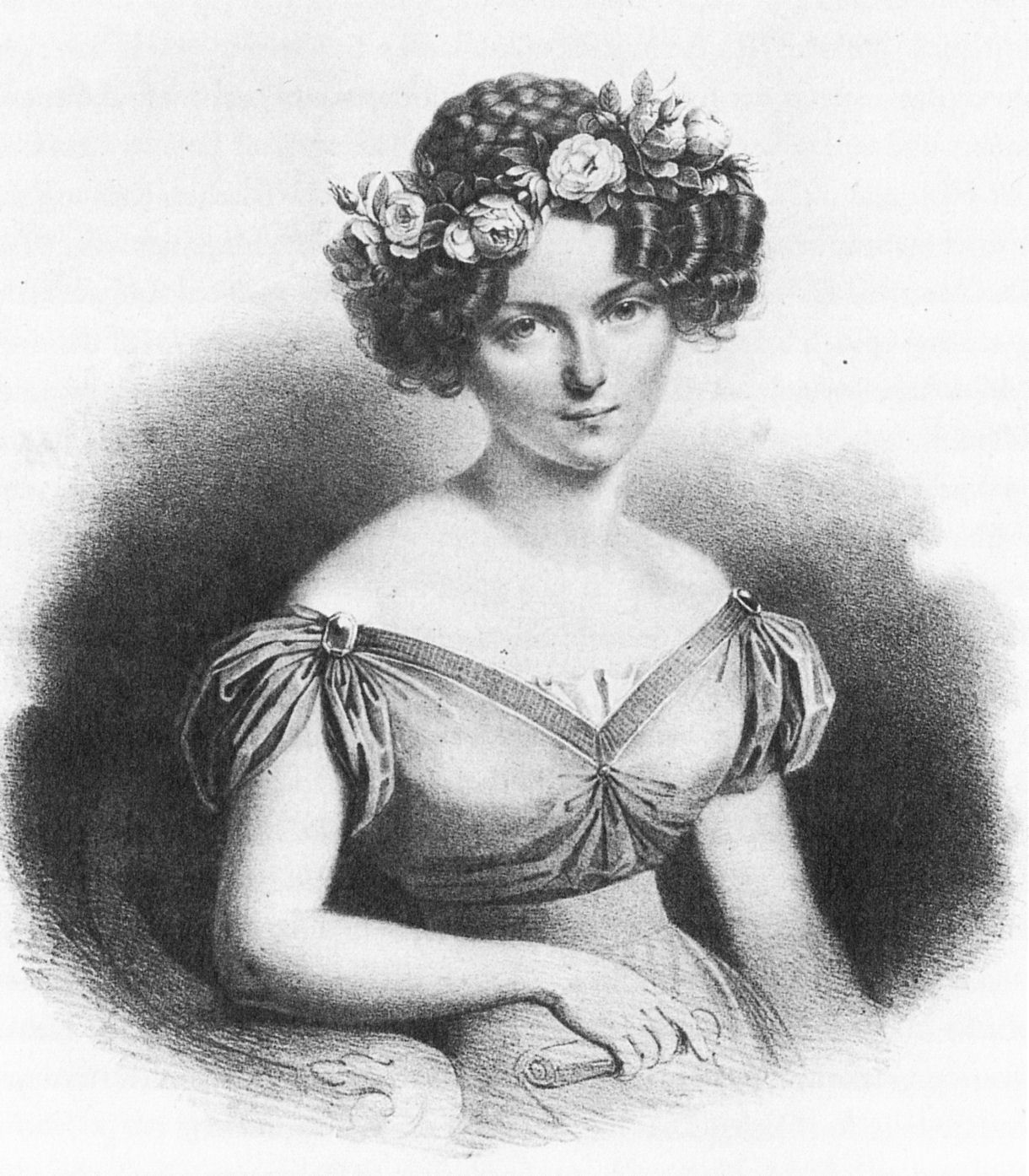
Henriette Sontag um 1825
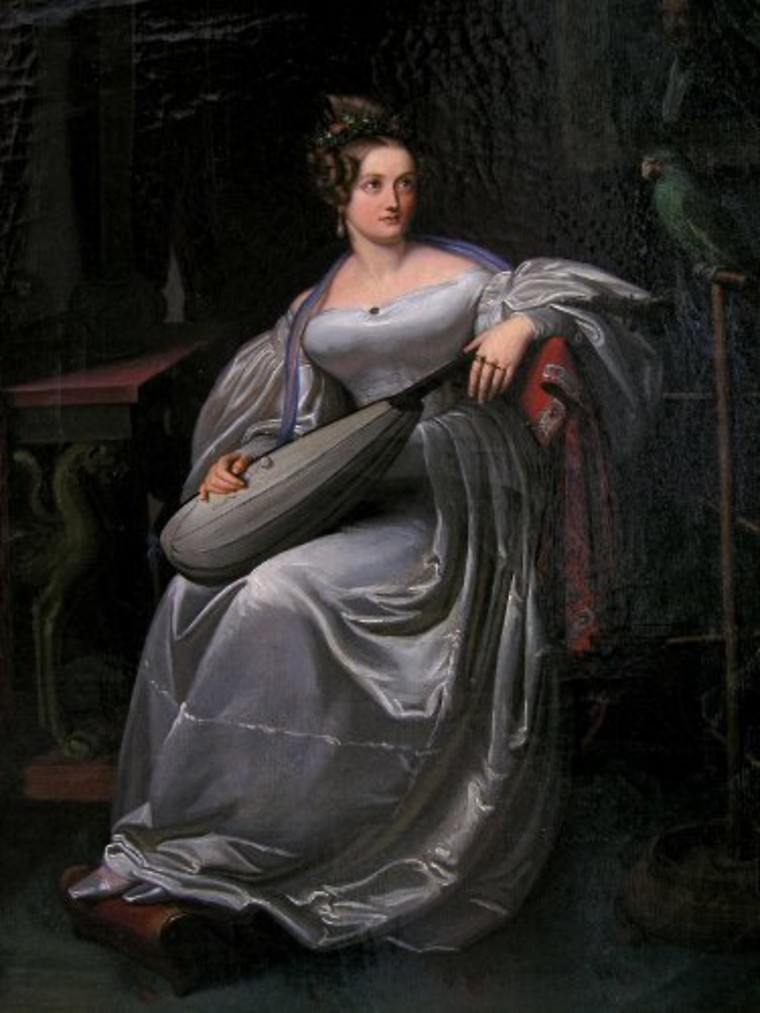
Henriette Sontag, Gemälde von Carl Christian Vogel von Vogelstein um 1830